# Viscum indosinense
Viscum indosinense är en sandelträdsväxtart som beskrevs av Danser. Viscum indosinense ingår i släktet mistlar, och familjen sandelträdsväxter. Inga underarter finns listade i Catalogue of Life.